# Baby Records
Baby Records is een Puerto Ricaans platenlabel opgericht door Zion van het reggaetonduo Zion & Lennox.

## Artiesten
- Zion
- Lennox
- Eloy
- Coro Elegante
- El Damon

## Producers
- Walde "The Beat Maker"

## Nauw betrokken artiesten
- De La Ghetto
- Daddy Yankee
- Luny Tunes
- Hector "El Father"
- Jowell & Randy
- Lennox

## Voormalig getekende artiesten
- Arcangel
- De La Ghetto
- Aniel

## Uitgebrachte albums
- Zion - The Perfect Melody (2007)
- Eloy - One Dollar Mixtape (2008)